# Holunderspanner

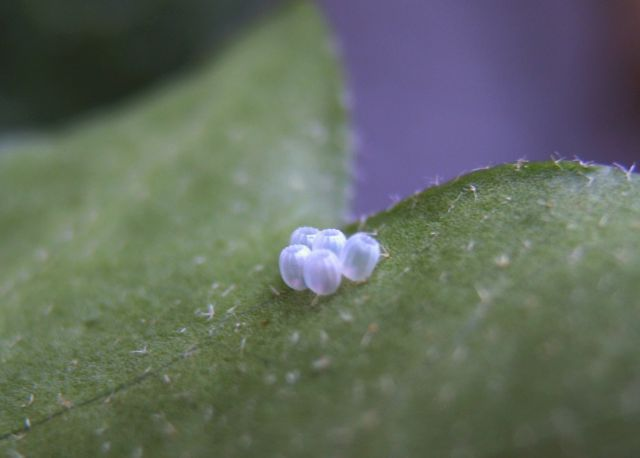
Gelege des Holunderspanners

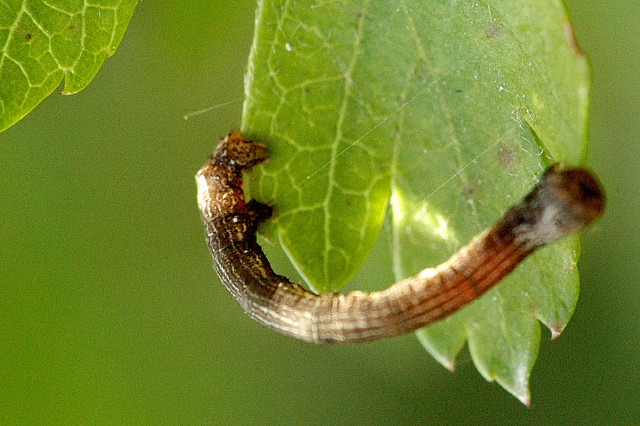
Raupe des Holunderspanners

Der Holunderspanner oder Nachtschwalbenschwanz (Ourapteryx sambucaria) ist ein auffälliger Nachtfalter aus der Unterfamilie der Ennominae innerhalb der Familie der Spanner (Geometridae). Er ist in Europa weit verbreitet und lokal nicht selten.

## Merkmale
Die Falter erreichen eine Flügelspannweite von 40 bis 50 Millimetern. Sie sind damit relativ groß für eine Spannerart. Die Vorder- und Hinterflügel sind cremeweiß bis gelblich und haben geringfügig dunklere Hinterenden. Die Vorderflügel haben zwei annähernd gerade hellbraune Querlinien, die Hinterflügel zeigen eine Querlinie. Manchmal sind zwischen den beiden Linien auf den Vorderflügeln ein oder zwei kurze parallele Striche entwickelt. Vor allem der Rand der Hinterflügel ist gelb oder rotbraun gerandet. Auffälligstes Merkmal sind die schwanzartig verlängerten Spitzen der Hinterflügel, die diese Falter unverwechselbar machen. Auf ihnen findet man einen rundlichen und einen strichförmigen, rötlichen Fleck.

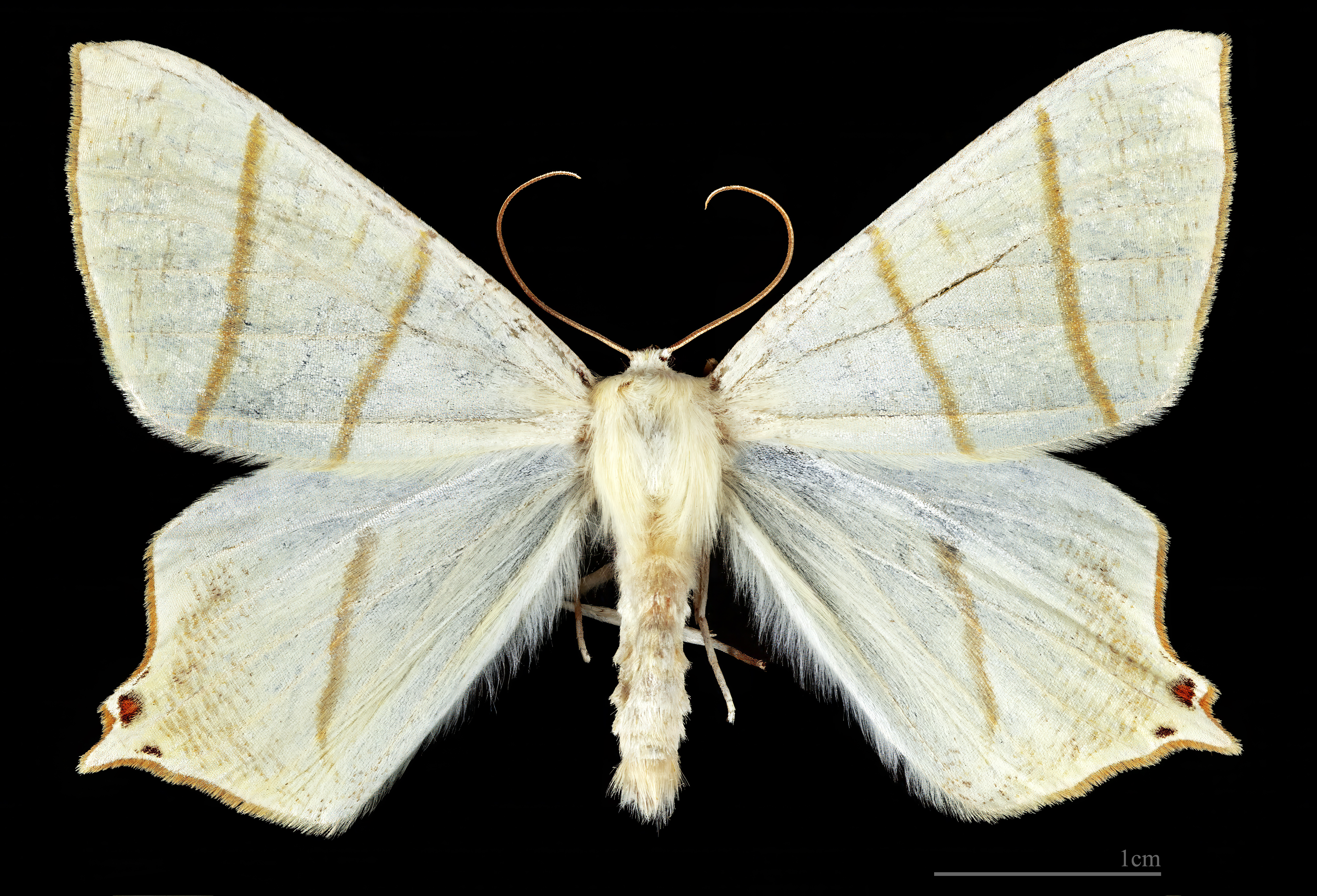
♂
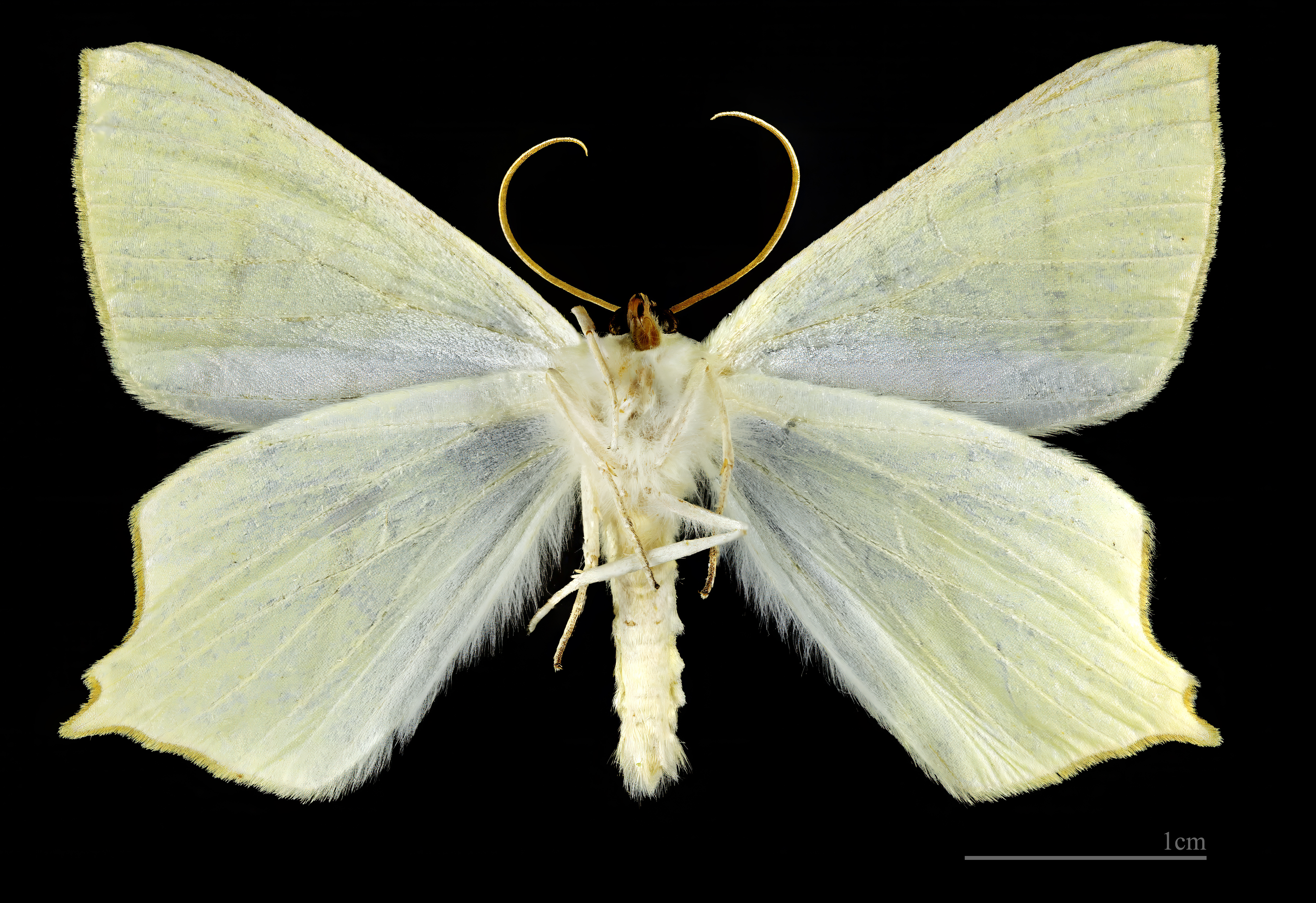
♂ △
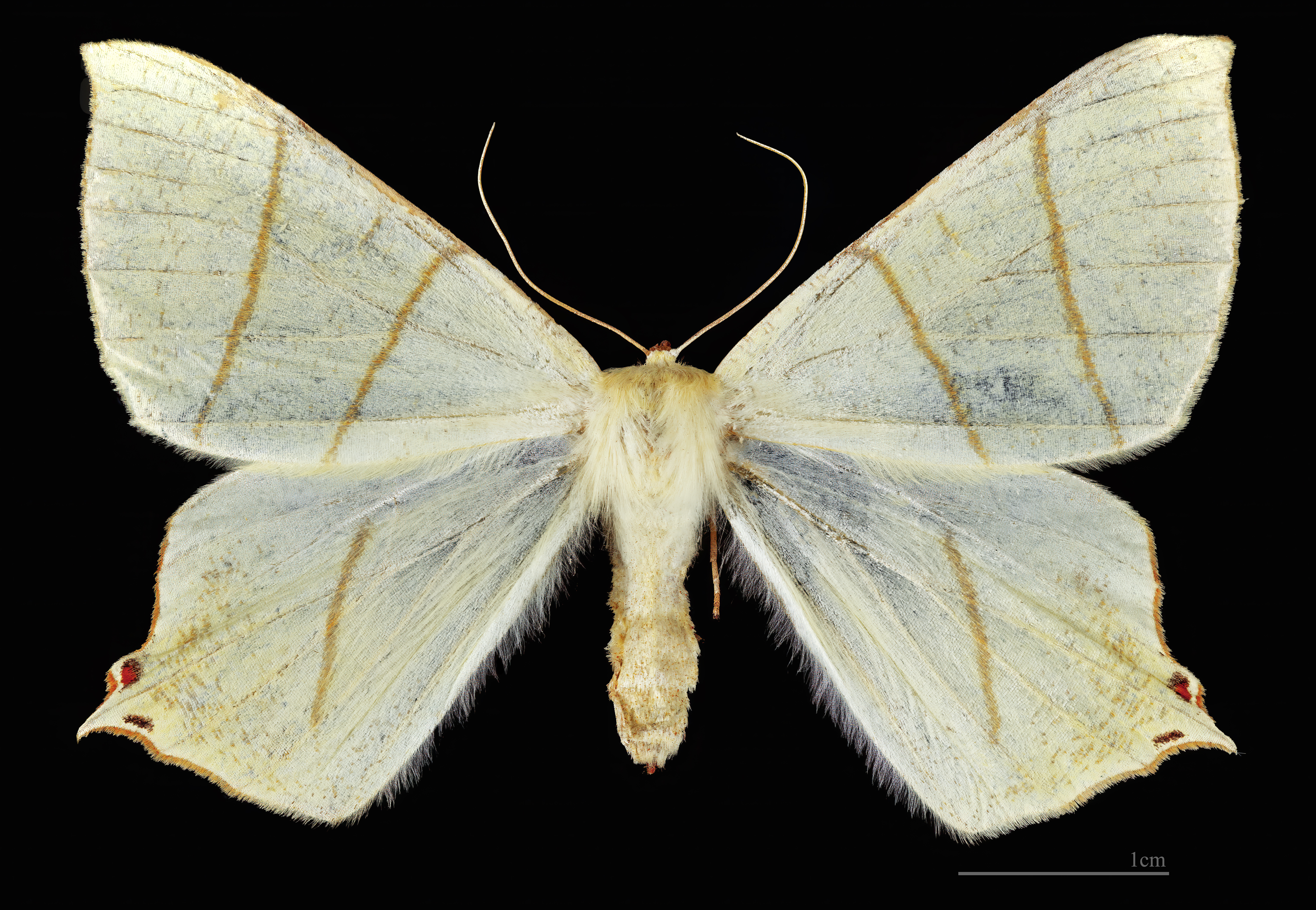
♀
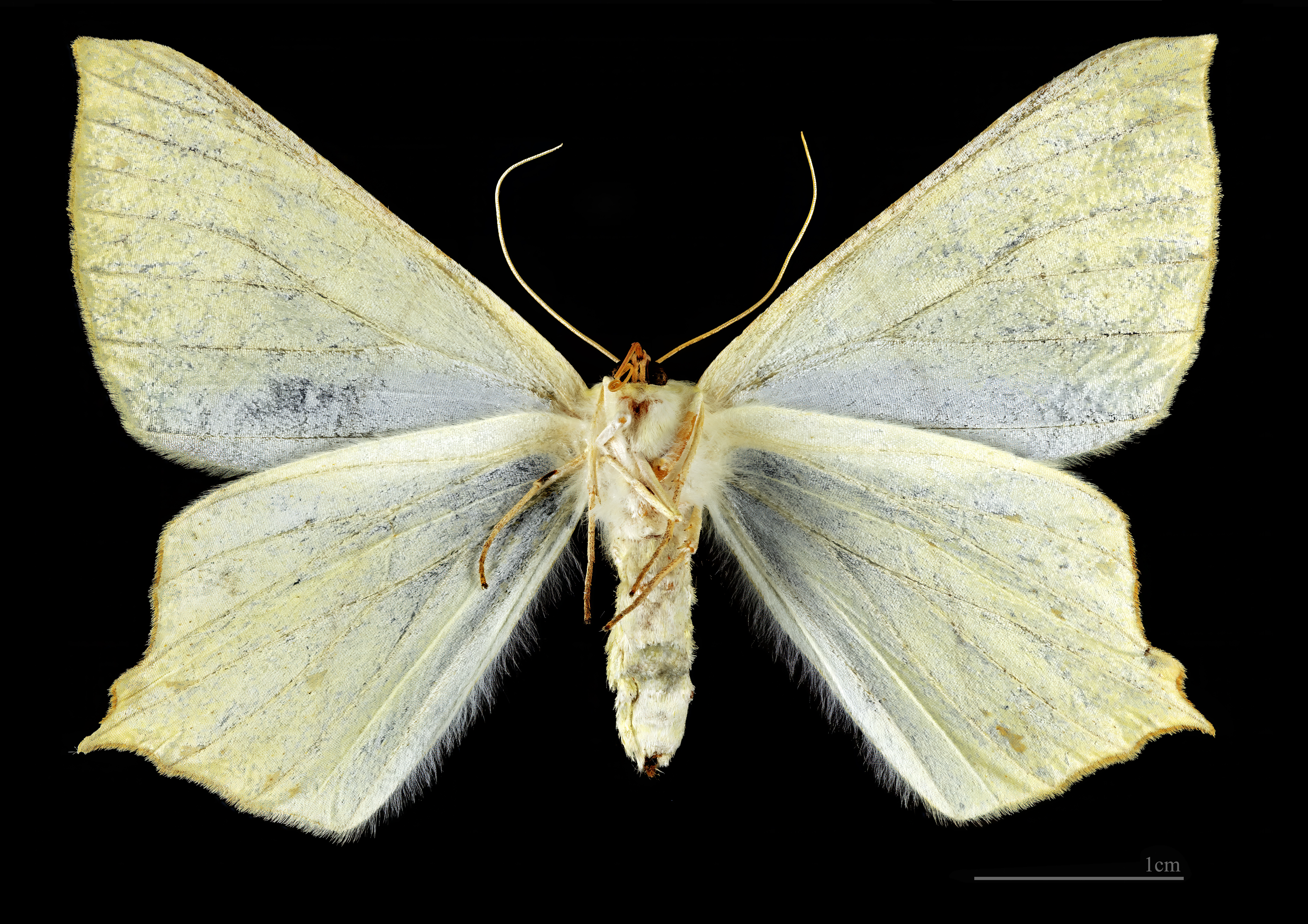
♀ △

Die Eier sind länglich und anfangs gelblichweiß gefärbt, später werden sie intensiver goldgelb. Sie sind oben und unten abgeflacht und weisen 14 bis 16, durch Querelemente verbundene Längslinien auf.
Die Raupen werden etwa 50 Millimeter lang und sind sehr schlank. Sie sind hell gelbgrün bis olivgrün oder braun gefärbt und haben undeutliche, helle Seitenstreifen. Ihr Kopf ist klein und flach. Sie sehen einem kleinen Ästchen sehr ähnlich.

## Vorkommen
Die Art ist in gebüschreichen Gegenden, Gärten, Auwäldern und Laubwäldern lokal nicht selten und in Europa weit verbreitet. Sie fehlt jedoch im südlichen Mittelmeerraum und im nördlichen Europa (bis Mittelschweden nachgewiesen). Sie kommt vom Flachland bis in die Mittelgebirge und Alpen bis etwa 1600 m vor.

## Lebensweise
Die Tiere sind ausschließlich nachtaktiv und werden vom Licht angelockt.

### Nahrung der Raupen
Die Raupen fressen an Holunder (Sambucus), Gemeinem Flieder (Syringa vulgaris), Johannisbeere (Ribes), Efeu (Hedera helix) und Waldreben (Clematis).

### Flug- und Raupenzeiten
Die Falter fliegen in einer Generation von Ende Mai bis in den August hinein. In günstigen Jahren fliegt eine zweite, unvollständige Generation im September und Oktober. Ab August finden sich dann die Raupen, die auch überwintern.

## Entwicklung
Die Raupen überwintern. Die Verpuppung erfolgt in einem lockeren Gespinst zwischen zusammengesponnenen Blättern. Die Puppe ist gelblichbraun mit etwas dunkler Zeichnung. Der Kremaster ist flach und hat am Ende zwei kurze Dornen und mehrere Hakenborsten.